# Eugenio Morelli (scrittore)
Eugenio Morelli (Trieste, 29 agosto 1946) è un poeta e scrittore italiano.

## Biografia
Laureato in medicina, ha collaborato a diverse riviste di cultura medica su tematiche sociosanitarie. Autore anche di numerose opere di narrativa e di poesia. 

## Opere

### Saggi
- Vita in casa di riposo, Salerno, Edizioni Cronache Italiane, (2002). Segnalato per il Premio Internazionale per la Pace di Torino nel 2002[2]
- La salute in Italia. Riflessioni di un medico, Avellino, Casa Ed. Menna, (2007). ISBN 88-8958-877-2
- Pronto, guardia medica?, Salerno, Edizioni Cronache Italiane, (2013).
- La solita vita, San Vendemiano, Publimedia editore, (2015).
- Le 2 facce della realta',San Vendemiano, Publimedia editore, (2018)
- Il canto della solitudine,Publimedia editore,(2024)

### Narrativa
- Senza titolo (raccolta di aforismi), Cosenza, Casa Ed. Editress, (1994).
- Cocci d'umanità, Cosenza, Casa Ed. Editress, (1994).
- Vita e parole (1995).
- Il signor Nessuno - Una persona qualunque con la passione di scrivere (1997).
- Uno specchio di parole, Salerno, Edizioni Cronache Italiane, (2000).
- Un po' per vivere, un po' per morire, Salerno, Edizioni Cronache Italiane, (2000).
- L'alter ego, Salerno, Edizioni Cronache Italiane, (2001).
- Il gioco delle combinazioni, Salerno, Edizioni Cronache Italiane, (2003).
- Non solo parole, Salerno, Edizioni Cronache Italiane, (2003).
- Giorno dopo giorno, Avellino, Casa Ed. Menna, (2005).
- Frammenti di un mosaico, Avellino, Casa Ed. Menna, (2006). ISBN 88-8958-831-4
- L'acqua del ruscello, Avellino, Casa Ed. Menna, (2006). ISBN 88-8958-841-1
- La sinfonia del tempo, Avellino, Casa Ed. Menna, (2008). ISBN 88-8958-894-2
- Punto di riferimento, Salerno, Edizioni Cronache Italiane, (2010).
- Il cervello umano e l'imponderabile, Salerno, Edizioni Cronache Italiane, (2011).
- Viaggio nella psiche - l'umana commedia nella vita di ogni giorno, Salerno, Edizioni Cronache Italiane, (2011).
- Il pensiero negato (Raccolta di articoli), Salerno, Edizioni Cronache Italiane, (2011).
- Vita e Poesia, Salerno, Edizioni Cronache Italiane, (2012).
- Vivere e morire - un giorno come un altro, Salerno, Edizioni Cronache Italiane, (2012).
- Il Buio e la Luce, Milano, SBF, (2015).

## Premi e riconoscimenti
- 1997 - Premio "Noi e gli altri", sezione 'saggistica', primo classificato.
- 2000 - Premio "Lizza d'Oro", primo classificato.
- 2003 - “Premio della Cultura” della Presidenza del Consiglio dei ministri per narrativa.